# Premier League 1994-95
La temporada 1994-95 de la Premier League fue la tercera edición de la máxima categoría de fútbol en Inglaterra desde su creación en 1992.
En el campeonato participaron un total de 22 clubes, el cual se disputó bajo el tradicional formato de todos contra todos a dos ruedas. Fue la última temporada que se disputó con esta cantidad de equipos, ya que para la siguiente temporada el número se redujo a 20; esto fue producto de la realización de cuatro descensos de la Premier League y sólo dos ascensos de la First Division —a diferencia de tres ascensos como tradicionalmente ha sido—. 
Bajo la conducción técnica de Kenny Dalglish, el Blackburn Rovers (subcampeón la temporada anterior) se coronó campeón por tercera vez en su historia, y cortó un período de 81 años sin ganar ningún título de liga —el último fue en 1913-14—. Fue su primer y hasta ahora único título de Premier League.

El título se dirimió en el último partido de la temporada. Blackburn Rovers llegaba al partido con 89 puntos, dos más que el Manchester United. Si bien los Rovers perdieron su partido ante el Liverpool como visitantes (2-1), el United no pudo ganar su respectivo encuentro ante el West Ham United, finalizando el encuentro empatado 1-1. Esta temporada es recordada como una de las definiciones más dramáticas en la historia del fútbol inglés, y en la que se presentó una de las mayores sorpresas del fútbol en el Reino Unido.
Como campeón de liga, el Blackburn Rovers se clasificó a la Liga de Campeones de la UEFA 1995-96.

## Clasificación general
| Pos. | Equipo               | Pts. | PJ | G  | E  | P  | GF | GC | Dif. | Clasificación 1995-96                          |
| ---- | -------------------- | ---- | -- | -- | -- | -- | -- | -- | ---- | ---------------------------------------------- |
| 1    | Blackburn Rovers (C) | 89   | 42 | 27 | 8  | 7  | 80 | 39 | +41  | Fase de grupos de la Liga de Campeones         |
| 2    | Manchester United    | 88   | 42 | 26 | 10 | 6  | 77 | 28 | +49  | Treintaidosavos de final de la Copa de la UEFA |
| 3    | Nottingham Forest    | 77   | 42 | 22 | 11 | 9  | 72 | 49 | +23  | Treintaidosavos de final de la Copa de la UEFA |
| 4    | Liverpool            | 74   | 42 | 21 | 11 | 10 | 65 | 37 | +28  | Treintaidosavos de final de la Copa de la UEFA |
| 5    | Leeds United         | 73   | 42 | 20 | 13 | 9  | 59 | 38 | +21  | Treintaidosavos de final de la Copa de la UEFA |
| 6    | Newcastle United     | 72   | 42 | 20 | 12 | 10 | 67 | 47 | +20  |                                                |
| 7    | Tottenham Hotspur    | 62   | 42 | 16 | 14 | 12 | 66 | 58 | +8   |                                                |
| 8    | Queens Park Rangers  | 60   | 42 | 17 | 9  | 16 | 61 | 59 | +2   |                                                |
| 9    | Wimbledon            | 56   | 42 | 15 | 11 | 16 | 48 | 65 | −17  |                                                |
| 10   | Southampton          | 54   | 42 | 12 | 18 | 12 | 61 | 63 | −2   |                                                |
| 11   | Chelsea              | 54   | 42 | 13 | 15 | 14 | 50 | 55 | −5   |                                                |
| 12   | Arsenal              | 51   | 42 | 13 | 12 | 17 | 52 | 49 | +3   |                                                |
| 13   | Sheffield Wednesday  | 51   | 42 | 13 | 12 | 17 | 49 | 57 | −8   |                                                |
| 14   | West Ham United      | 50   | 42 | 13 | 11 | 18 | 44 | 48 | −4   |                                                |
| 15   | Everton              | 50   | 42 | 11 | 17 | 14 | 44 | 51 | −7   | Dieciseisavos de final de la Recopa de Europa  |
| 16   | Coventry City        | 50   | 42 | 12 | 14 | 16 | 44 | 62 | −18  |                                                |
| 17   | Manchester City      | 49   | 42 | 12 | 13 | 17 | 53 | 64 | −11  |                                                |
| 18   | Aston Villa          | 48   | 42 | 11 | 15 | 16 | 51 | 56 | −5   |                                                |
| 19   | Crystal Palace (D)   | 45   | 42 | 11 | 12 | 19 | 34 | 49 | −15  | Descenso de categoría                          |
| 20   | Norwich City (D)     | 43   | 42 | 10 | 13 | 19 | 37 | 54 | −17  | Descenso de categoría                          |
| 21   | Leicester City (D)   | 29   | 42 | 6  | 11 | 25 | 45 | 80 | −35  | Descenso de categoría                          |
| 22   | Ipswich Town (D)     | 27   | 42 | 7  | 6  | 29 | 36 | 93 | −57  | Descenso de categoría                          |

 Fuente: [cita requerida]
Notas:
1. ↑  El Leeds United se clasifica a la Copa de la UEFA 1995-96 por invitaciones de Fair Play por parte de la UEFA.
2. ↑  El Everton se clasificó a la Recopa de Europa 1995-96 como campeón de la FA Cup 1994-95.

| Bandera de Inglaterra              |
| Campeón Blackburn Rovers 3º título |

### Estadísticas de la liga
| Goles totales:                 | 1195 |
| Promedio de goles por partido: | 2.59 |

### Evolución de la clasificación
| Equipo / Jornada    | 1  | 2  | 3  | 4  | 5  | 6  | 7  | 8  | 9  | 10 | 11 | 12 | 13 | 14 | 15 | 16 | 17 | 18 | 19 | 20 | 21 | 22 | 23 | 24 | 25 | 26 | 27 | 28 | 29 | 30 | 31 | 32 | 33 | 34 | 35 | 36 | 37 | 38 | 39 | 40 | 41 | 42 |
| Equipo / Jornada    |    |    |    |    |    |    |    |    |    |    |    |    |    |    |    |    |    |    |    |    |    |    |    |    |    |    |    |    |    |    |    |    |    |    |    |    |    |    |    |    |    |    |
| ------------------- | -- | -- | -- | -- | -- | -- | -- | -- | -- | -- | -- | -- | -- | -- | -- | -- | -- | -- | -- | -- | -- | -- | -- | -- | -- | -- | -- | -- | -- | -- | -- | -- | -- | -- | -- | -- | -- | -- | -- | -- | -- | -- |
| Blackburn Rovers    | 10 | 4  | 3  | 7  | 4  | 2  | 2  | 4  | 4  | 3  | 5  | 5  | 4  | 3  | 2  | 1  | 1  | 1  | 1  | 1  | 1  | 1  | 1  | 1  | 1  | 1  | 1  | 1  | 1  | 1  | 1  | 1  | 1  | 1  | 1  | 1  | 1  | 1  | 1  | 1  | 1  | 1  |
| Manchester United   | 4  | 5  | 4  | 3  | 5  | 5  | 5  | 5  | 5  | 5  | 4  | 4  | 2  | 2  | 1  | 2  | 2  | 2  | 2  | 2  | 2  | 2  | 2  | 2  | 2  | 2  | 2  | 2  | 2  | 2  | 2  | 2  | 2  | 2  | 2  | 2  | 2  | 2  | 2  | 2  | 2  | 2  |
| Nottingham Forest   | 7  | 6  | 5  | 4  | 3  | 3  | 3  | 2  | 2  | 2  | 2  | 2  | 3  | 5  | 5  | 5  | 5  | 5  | 4  | 5  | 5  | 5  | 5  | 5  | 5  | 5  | 5  | 5  | 5  | 5  | 5  | 5  | 5  | 5  | 5  | 5  | 5  | 4  | 3  | 3  | 3  | 3  |
| Liverpool           | 1  | 1  | 1  | 2  | 2  | 4  | 4  | 3  | 3  | 4  | 3  | 3  | 5  | 4  | 4  | 4  | 4  | 4  | 5  | 4  | 4  | 3  | 3  | 3  | 3  | 4  | 4  | 4  | 4  | 4  | 4  | 4  | 4  | 3  | 3  | 4  | 4  | 5  | 5  | 4  | 5  | 4  |
| Leeds United        | 14 | 7  | 9  | 8  | 6  | 6  | 8  | 6  | 9  | 9  | 9  | 6  | 6  | 6  | 7  | 6  | 8  | 7  | 6  | 6  | 6  | 7  | 7  | 7  | 7  | 7  | 7  | 7  | 7  | 6  | 6  | 6  | 6  | 6  | 6  | 6  | 6  | 6  | 6  | 6  | 4  | 5  |
| Newcastle United    | 3  | 2  | 2  | 1  | 1  | 1  | 1  | 1  | 1  | 1  | 1  | 1  | 1  | 1  | 3  | 3  | 3  | 3  | 3  | 3  | 3  | 4  | 4  | 4  | 4  | 3  | 3  | 3  | 3  | 3  | 3  | 3  | 3  | 4  | 4  | 3  | 3  | 3  | 4  | 5  | 6  | 6  |
| Tottenham Hotspur   | 6  | 3  | 7  | 6  | 9  | 9  | 12 | 10 | 10 | 12 | 13 | 11 | 11 | 12 | 14 | 14 | 11 | 10 | 10 | 8  | 8  | 6  | 6  | 6  | 6  | 6  | 6  | 6  | 6  | 7  | 7  | 7  | 7  | 7  | 7  | 7  | 7  | 7  | 7  | 7  | 7  | 7  |
| Queens Park Rangers | 19 | 11 | 15 | 14 | 13 | 12 | 16 | 18 | 18 | 19 | 20 | 18 | 17 | 18 | 18 | 18 | 16 | 17 | 14 | 16 | 16 | 14 | 14 | 15 | 14 | 16 | 12 | 13 | 15 | 15 | 16 | 13 | 10 | 9  | 9  | 9  | 9  | 9  | 9  | 8  | 8  | 8  |
| Wimbledon           | 10 | 13 | 16 | 16 | 14 | 13 | 10 | 13 | 15 | 17 | 19 | 17 | 14 | 16 | 15 | 16 | 17 | 16 | 15 | 13 | 12 | 12 | 9  | 8  | 8  | 9  | 9  | 9  | 8  | 8  | 8  | 8  | 9  | 8  | 8  | 8  | 8  | 8  | 8  | 9  | 9  | 9  |
| Southampton         | 10 | 13 | 17 | 17 | 15 | 14 | 13 | 8  | 7  | 10 | 11 | 12 | 13 | 13 | 10 | 11 | 13 | 14 | 12 | 14 | 14 | 15 | 15 | 14 | 15 | 15 | 16 | 16 | 11 | 11 | 13 | 12 | 15 | 12 | 12 | 10 | 12 | 11 | 10 | 10 | 10 | 10 |
| Chelsea             | 4  | 9  | 7  | 5  | 8  | 8  | 6  | 7  | 6  | 7  | 7  | 7  | 7  | 7  | 6  | 8  | 7  | 8  | 8  | 9  | 10 | 10 | 12 | 12 | 13 | 13 | 14 | 14 | 13 | 17 | 14 | 15 | 12 | 13 | 15 | 15 | 15 | 13 | 11 | 12 | 12 | 11 |
| Arsenal             | 2  | 8  | 14 | 13 | 12 | 15 | 14 | 14 | 12 | 11 | 10 | 10 | 9  | 9  | 11 | 12 | 12 | 11 | 11 | 11 | 9  | 13 | 13 | 13 | 11 | 12 | 11 | 12 | 14 | 12 | 9  | 11 | 13 | 15 | 17 | 12 | 14 | 12 | 12 | 11 | 11 | 12 |
| Sheffield Wednesday | 16 | 21 | 13 | 12 | 16 | 16 | 17 | 20 | 16 | 13 | 14 | 15 | 18 | 17 | 16 | 15 | 14 | 15 | 18 | 15 | 13 | 9  | 10 | 10 | 9  | 8  | 8  | 8  | 9  | 9  | 11 | 9  | 8  | 10 | 10 | 13 | 10 | 16 | 16 | 17 | 17 | 13 |
| West Ham United     | 14 | 18 | 19 | 21 | 19 | 17 | 19 | 15 | 13 | 15 | 12 | 14 | 16 | 14 | 17 | 17 | 19 | 19 | 17 | 18 | 18 | 16 | 16 | 19 | 18 | 20 | 19 | 20 | 20 | 20 | 20 | 19 | 19 | 19 | 19 | 18 | 18 | 17 | 17 | 13 | 13 | 14 |
| Everton             | 8  | 15 | 20 | 19 | 22 | 22 | 22 | 22 | 22 | 22 | 22 | 22 | 22 | 22 | 21 | 20 | 18 | 18 | 19 | 19 | 20 | 19 | 20 | 20 | 19 | 18 | 18 | 17 | 18 | 19 | 18 | 18 | 18 | 18 | 19 | 19 | 16 | 14 | 15 | 16 | 14 | 15 |
| Coventry City       | 10 | 19 | 21 | 22 | 20 | 18 | 20 | 21 | 17 | 14 | 15 | 13 | 15 | 15 | 13 | 10 | 10 | 12 | 13 | 12 | 15 | 17 | 17 | 17 | 20 | 19 | 20 | 18 | 16 | 13 | 10 | 10 | 11 | 11 | 11 | 14 | 11 | 10 | 14 | 15 | 16 | 16 |
| Manchester City     | 21 | 9  | 6  | 9  | 10 | 11 | 7  | 11 | 11 | 8  | 7  | 9  | 10 | 11 | 8  | 7  | 6  | 6  | 9  | 10 | 11 | 11 | 11 | 11 | 12 | 12 | 13 | 15 | 17 | 14 | 15 | 16 | 17 | 17 | 14 | 17 | 17 | 15 | 13 | 14 | 15 | 17 |
| Aston Villa         | 8  | 12 | 12 | 10 | 7  | 7  | 9  | 12 | 14 | 16 | 16 | 19 | 20 | 20 | 19 | 19 | 20 | 20 | 20 | 20 | 19 | 20 | 19 | 18 | 16 | 13 | 15 | 11 | 10 | 10 | 12 | 14 | 14 | 14 | 16 | 11 | 13 | 18 | 18 | 18 | 18 | 18 |
| Crystal Palace      | 22 | 20 | 18 | 17 | 18 | 21 | 21 | 17 | 19 | 20 | 17 | 16 | 12 | 10 | 12 | 13 | 15 | 13 | 16 | 17 | 17 | 18 | 18 | 16 | 17 | 17 | 17 | 19 | 19 | 18 | 19 | 20 | 20 | 20 | 20 | 20 | 20 | 20 | 19 | 19 | 19 | 19 |
| Norwich City        | 19 | 17 | 11 | 11 | 11 | 10 | 11 | 9  | 8  | 6  | 6  | 8  | 8  | 8  | 9  | 9  | 9  | 9  | 7  | 7  | 7  | 8  | 8  | 9  | 10 | 10 | 10 | 10 | 12 | 16 | 17 | 17 | 16 | 16 | 13 | 16 | 19 | 19 | 20 | 20 | 20 | 20 |
| Leicester City      | 18 | 22 | 22 | 20 | 21 | 19 | 18 | 19 | 21 | 18 | 18 | 20 | 19 | 19 | 20 | 21 | 21 | 21 | 21 | 21 | 21 | 21 | 22 | 22 | 22 | 22 | 22 | 22 | 21 | 21 | 21 | 21 | 21 | 21 | 21 | 21 | 21 | 21 | 21 | 21 | 21 | 21 |
| Ipswich Town        | 17 | 16 | 9  | 15 | 17 | 20 | 15 | 16 | 20 | 21 | 21 | 21 | 21 | 21 | 22 | 22 | 22 | 22 | 22 | 22 | 22 | 22 | 21 | 21 | 22 | 21 | 21 | 21 | 22 | 22 | 22 | 22 | 22 | 22 | 22 | 22 | 22 | 22 | 22 | 22 | 22 | 22 |

- Fuente:

## Máximos goleadores
| Jugador          | Equipo                              | Goles |
| ---------------- | ----------------------------------- | ----- |
| Alan Shearer     | Blackburn Rovers                    | 34    |
| Robbie Fowler    | Liverpool                           | 25    |
| Les Ferdinand    | Queens Park Rangers                 | 24    |
| Stan Collymore   | Nottingham Forest                   | 22    |
| Andy Cole        | Newcastle United, Manchester United | 21    |
| Jürgen Klinsmann | Tottenham Hotspur                   | 21    |